# Asophrops punjabensis
Asophrops punjabensis är en skalbaggsart som beskrevs av Gilbert John Arrow 1948. Asophrops punjabensis ingår i släktet Asophrops och familjen Melolonthidae. Inga underarter finns listade.